# 박용일 (1966년)
박용일(1966년 ~ 2022년 9월)은 북한의 정치인이었으며, 2019년 8월 28일 기준 조선사회민주당 중앙위원회 위원장, 최고인민회의 부위원장을 역임했다.

## 어린 시절과 경력
박용일은 1966년 북한에서 태어났다. 김일성종합대학을 다녔다.
박용일은 평화통일위원회 위원이 되었고, 이후 2018년 3월 평화통일위원회 부위원장이 되었다. 2006년 8월 대한적십자사 중앙위원회 위원이 되었다. 2019년 8월 28일 김용대 후임으로 사회민주당 중앙위원회 위원장, 최고인민회의 상임위원회 부위원장에 취임하였다.
박용일은 2022년 9월 18일에 사망했다. 2022년 9월 20일 북한 관영매체는 김정은 지도자가 박용일의 죽음에 대한 애도의 뜻으로 전날 화환을 보냈다고 보도했다.